# Authion
Authion – rzeka we Francji, przepływająca przez tereny departamentów Indre i Loara oraz Maine i Loara, o długości 66,1 km. Stanowi prawy dopływ rzeki Loary.